# Koesai Hoessein

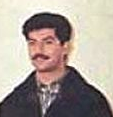
Koesai Hoessein in de jaren 1980

Koesai Saddam Hoessein al-Tikritieh (Arabisch: قصي صدام حسين التكريتي, Quṣayy Ṣaddām Ḥusayn at-Tikrītī) (Bagdad, 17 mei 1966 – Mosoel, 22 juli 2003) was een van de twee zonen van de voormalige Iraakse dictator Saddam Hoessein en diens eerste vrouw Sajida Talfah. In 2000 werd hij genoemd als opvolger van zijn vader, maar hij werd samen met zijn broer Oedai doodgeschoten in Mosoel.

## Voor de invasie van Irak
Ten tijde voor de Irakoorlog was Koesai de leider van de Iraakse binnenlandse veiligheidsdiensten, waaronder de Iraakse Republikeinse Garde. 
Koesai speelde een vitale rol in het neerslaan van de sjiitische opstand in 1991 en hij wordt ook verantwoordelijk geacht voor de vernietiging van de zuidelijke moerassen in Irak. Deze vernietiging van de moerassen ruïneerde het leven van vele verschillende soorten vogels en beëindigde de eeuwenoude manier van leven van de (sjiitische en mandaeïsche) Moerasarabieren. De Iraakse regering beweerde dat deze actie landbouwgrond moest creëren, terwijl onderzoekers zeggen dat het een doelbewuste vernietiging van de Moerasarabieren was, als wraak voor hun deelname aan de opstand in 1991.
Sommigen beweren dat Koesai Hoessein verantwoordelijk was voor het vermoorden van vele politieke activisten. The Sunday Times schreef dat Koesai de eliminatie van Khalis Mohsen al-Tikriti, een ingenieur in de militaire industriële organisatie, had bevolen, omdat Koesai dacht dat hij van plan was Irak te verlaten. In 1998 beschuldigden Iraakse oppositiebewegingen Koesai Hoessein ervan, opdracht te hebben gegeven voor de executies van duizenden politieke gevangenen.
Na de invasie van de Verenigde Staten in Irak in maart 2003, gaf Saddam zijn zoon de controle over het gebied tussen Bagdad en Tikrit, een van de vier militaire zones. Op 17 maart 2003 gaf de Amerikaanse president Bush Koesai 48 uur om samen met zijn broer Oedai en vader Saddam het land te verlaten, of anders de oorlog aan te gaan. In de nacht van 18 maart 2003 stal Koesai, samen met een regeringsadviseur, bijna 900 miljoen euro aan Amerikaanse dollarbiljetten en eurobiljetten uit de Iraakse centrale bank in Bagdad. Na overhandiging van een door Saddam Hoessein ondertekende brief werd het geld in drie grote vrachtwagens geladen en weggevoerd.

## Na de invasie

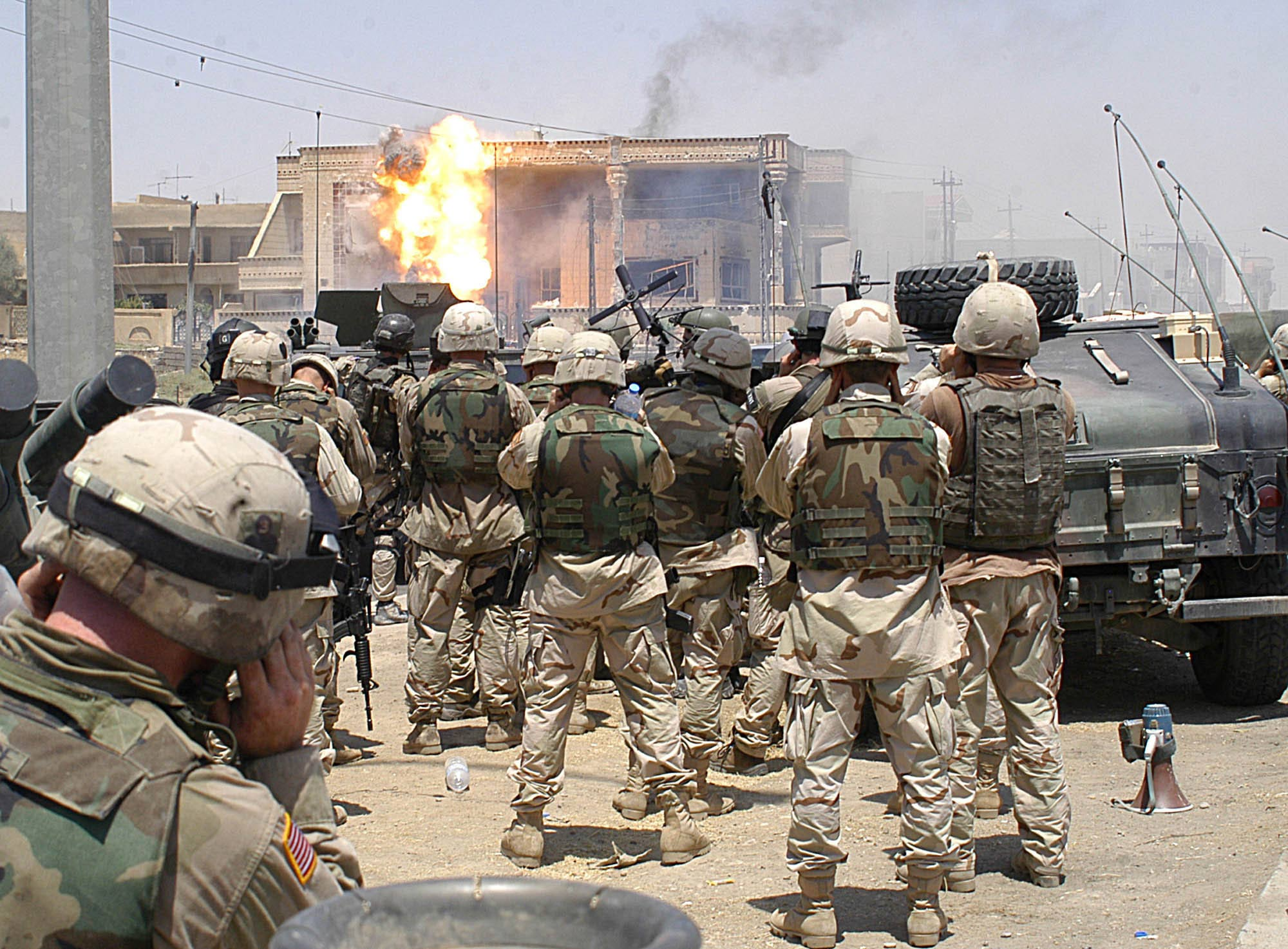
Het Amerikaanse leger belegert het huis waar Koesai en Oedai verschanst zitten.

Op 22 juli 2003 doodden troepen van de 101st Airborne Division, geholpen door speciale eenheden van het Amerikaanse leger, na een belegering van een huis in Mosoel, Koesai en zijn oudere broer Oedai. 
Na een tip van een Irakees probeerde een Amerikaanse eenheid de inwoners van het huis aan te houden. Na onder vuur te zijn genomen, trok de speciale eenheid zich terug en vroeg om assistentie. 200 Amerikaanse soldaten vuurden, samen met een Apachehelikopter en een A-10 Thunderbolt II, op het huis. Na een vuurgevecht van vier uur bestormden soldaten het huis, waar ze vier lichamen aantroffen: de broers, hun lijfwacht en de 14-jarige zoon van Koesai.
Op 23 juli meldde de Amerikaanse autoriteiten dat twee van de lichamen in het huis konden worden geïdentificeerd als de zonen van Saddam Hoessein. Ook werd gemeld dat de informant, mogelijk de eigenaar van het huis, de beloning van 30 miljoen dollar zou ontvangen. Op 24 juli waren foto's van de dode broers vrijgegeven aan de pers. Het Amerikaanse leger zei dit te doen om geruchten dat de broers nog in leven waren, uit de wereld te helpen. 